# 天蓝绣球
天蓝绣球（学名：Phlox paniculata）为花荵科天蓝绣球属下的一个种。

## 扩展阅读
維基物種上的相關：天蓝绣球